# (74014) 1998 FK114
(74014) 1998 FK114 – planetoida z pasa głównego asteroid okrążająca Słońce w ciągu 3,76 lat w średniej odległości 2,42 j.a. Odkryta 31 marca 1998 roku.